# Mexique aux Jeux olympiques d'hiver de 2022
Le Mexique participe aux Jeux olympiques d'hiver de 2022 à Pékin en Chine du 4 au 20 février 2022. Il s'agit de sa dixième participation à des Jeux d'hiver.

## Athlètes engagés
| Sport               | Hommes | Femmes | Total |
| ------------------- | ------ | ------ | ----- |
| Patinage artistique | 1      | 0      | 1     |
| Ski alpin           | 1      | 1      | 2     |
| Ski de fond         | 1      | 0      | 1     |
| Total               | 3      | 1      | 4     |

## Résultats

### Patinage artistique
| Athlète          | Épreuve           | Programme court Danse originale | Programme court Danse originale | Programme libre Danse libre | Programme libre Danse libre | Total  | Total |
| Athlète          | Épreuve           | Points                          | Rang                            | Points                      | Rang                        | Points | Rang  |
| ---------------- | ----------------- | ------------------------------- | ------------------------------- | --------------------------- | --------------------------- | ------ | ----- |
| Donovan Carrillo | Individuel hommes | 79,69                           | 19e                             | 138,44                      | 22e                         | 218,13 | 22e   |

### Ski alpin
| Athlète         | Épreuve      | 1re manche    | 1re manche | 2e manche     | 2e manche | Total         | Total |
| Athlète         | Épreuve      | Temps         | Rang       | Temps         | Rang      | Temps         | Rang  |
| --------------- | ------------ | ------------- | ---------- | ------------- | --------- | ------------- | ----- |
| Rodolfo Dickson | Slalom géant | 1 min 17 s 32 | 43e        | 1 min 17 s 27 | 32e       | 2 min 34 s 59 | 35e   |

| Athlète        | Épreuve      | 1re manche   | 1re manche  | 2e manche    | 2e manche   | Total         | Total |
| Athlète        | Épreuve      | Temps        | Rang        | Temps        | Rang        | Temps         | Rang  |
| -------------- | ------------ | ------------ | ----------- | ------------ | ----------- | ------------- | ----- |
| Sarah Schleper | Slalom géant | 1 min 6 s 42 | 47e         | 1 min 5 s 53 | 36e         | 2 min 11 s 95 | 37e   |
| Sarah Schleper | Super G      | Non disputé  | Non disputé | Non disputé  | Non disputé | 1 min 18 s 17 | 35e   |

### Ski de fond
| Athlète       | Épreuve         | Temps       | Rang |
| ------------- | --------------- | ----------- | ---- |
| Jonathan Soto | 15 km classique | 53 min 30 s | 94e  |